# Tiffany Foster

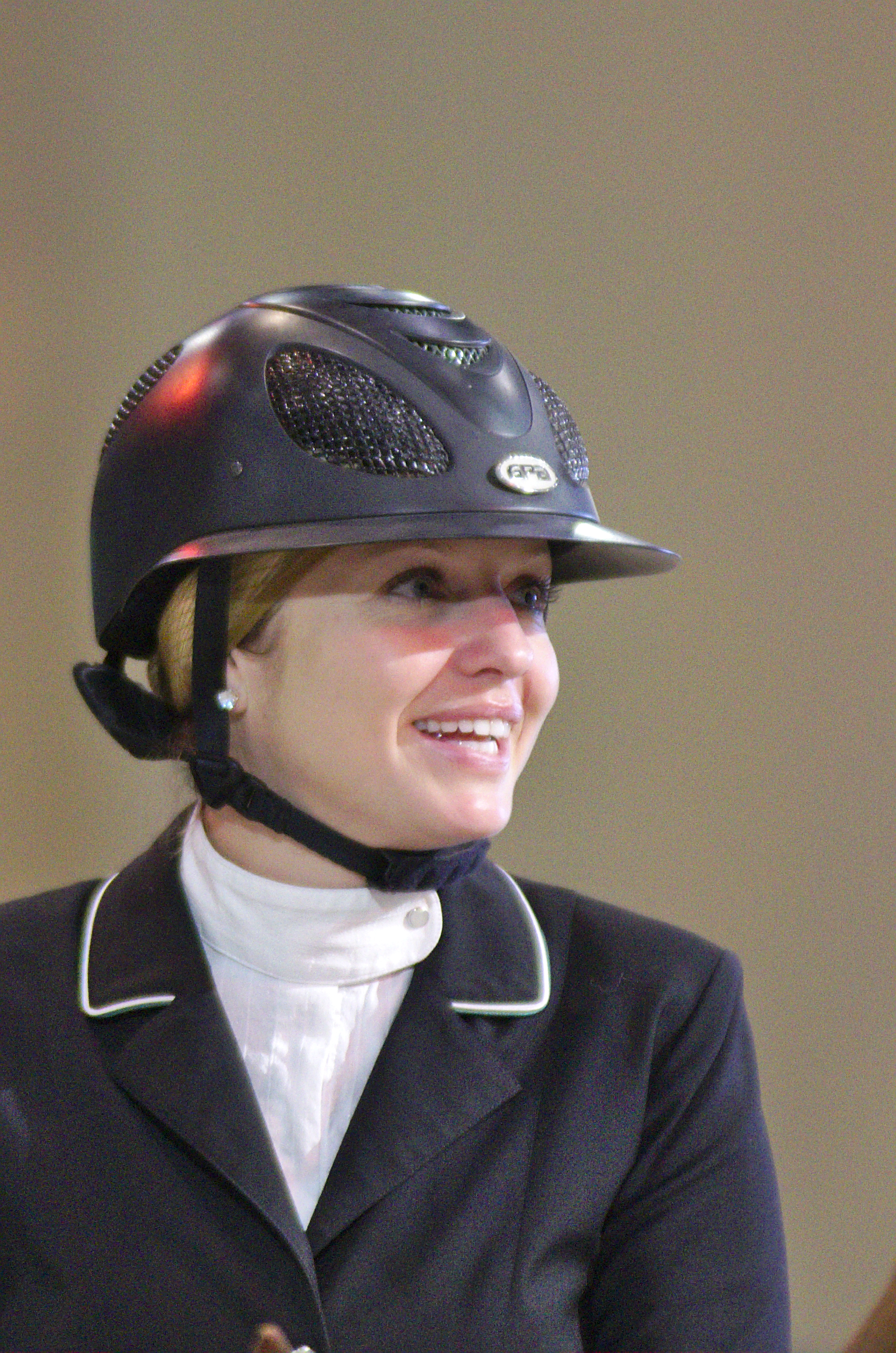
Tiffany Foster (2013)

Tiffany Foster (* 24. Juli 1984 in Vancouver, British Columbia) ist eine kanadische Springreiterin.

## Karriere

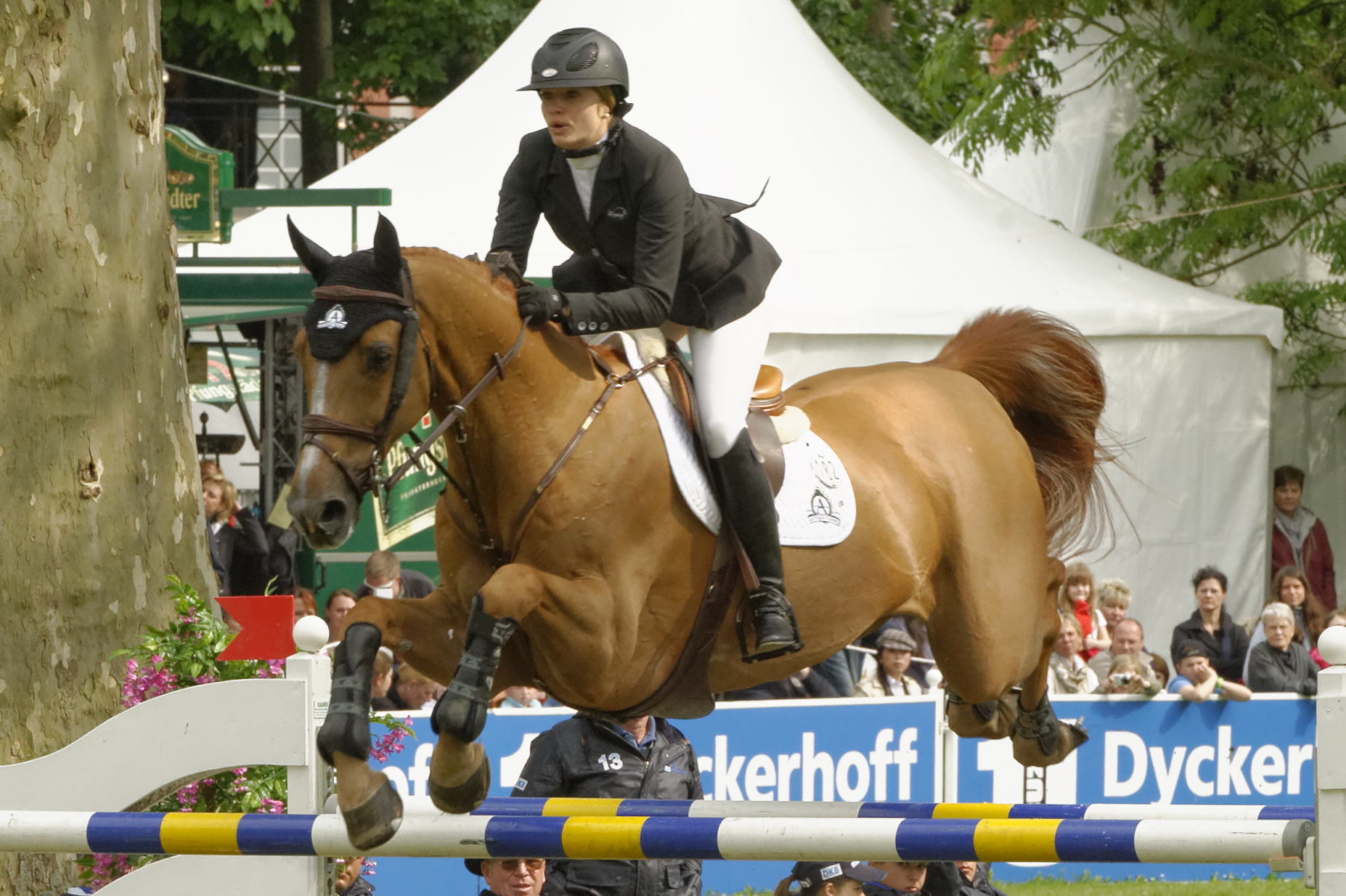
Tiffany Foster mit Southwind VDL beim Internationalen Pfingstturnier Wiesbaden 2013

Achtjährig begann Foster zu reiten. Später zog sie nach Langley, wo sie mit Brent und Laura Balisky trainierte. Seit 2006 trainiert sie bei Olympiasieger Eric Lamaze in Schomberg.
Ihre ersten Olympischen Spiele ritt sie 2012 in London, wo sie die erste Qualifikation mit acht Fehlern beendete. Da ihr Pferd Victor am zweiten Tag aufgrund einer Hypersensibilität an der linken Vorderhand disqualifiziert wurde, schrumpfte die kanadische Mannschaft auf drei Teilnehmer: Eric Lamaze, Ian Millar und Jill Henselwood. Ursache für die Disqualifikation des Pferdes war eine kleine Wunde an der Befundstelle, Hinweise für eine Manipulation gäbe es nicht.
Bei den Panamerikanischen Spielen 2015 in Toronto war sie mit Tripple X III Teil der kanadischen Equipe, die die Mannschaft-Silbermedaille gewann.
Im August 2012 befand sie sich auf Rang 124 der Weltrangliste.

## Verletzungen
Im Jahr 2008 brach sie sich während des Trainings mit einem jungen Pferd den Rücken. Obwohl die Ärzte befürchteten, dass sie nie wieder laufen könne, war sie bei den Olympischen Spielen in Peking bereits wieder zu Fuß als Unterstützer der kanadischen Mannschaft unterwegs.

## Privates
Als Kind war sie in einem Werbespot für ein Kinderspielzeug zu sehen.

## Pferde (Auszug)

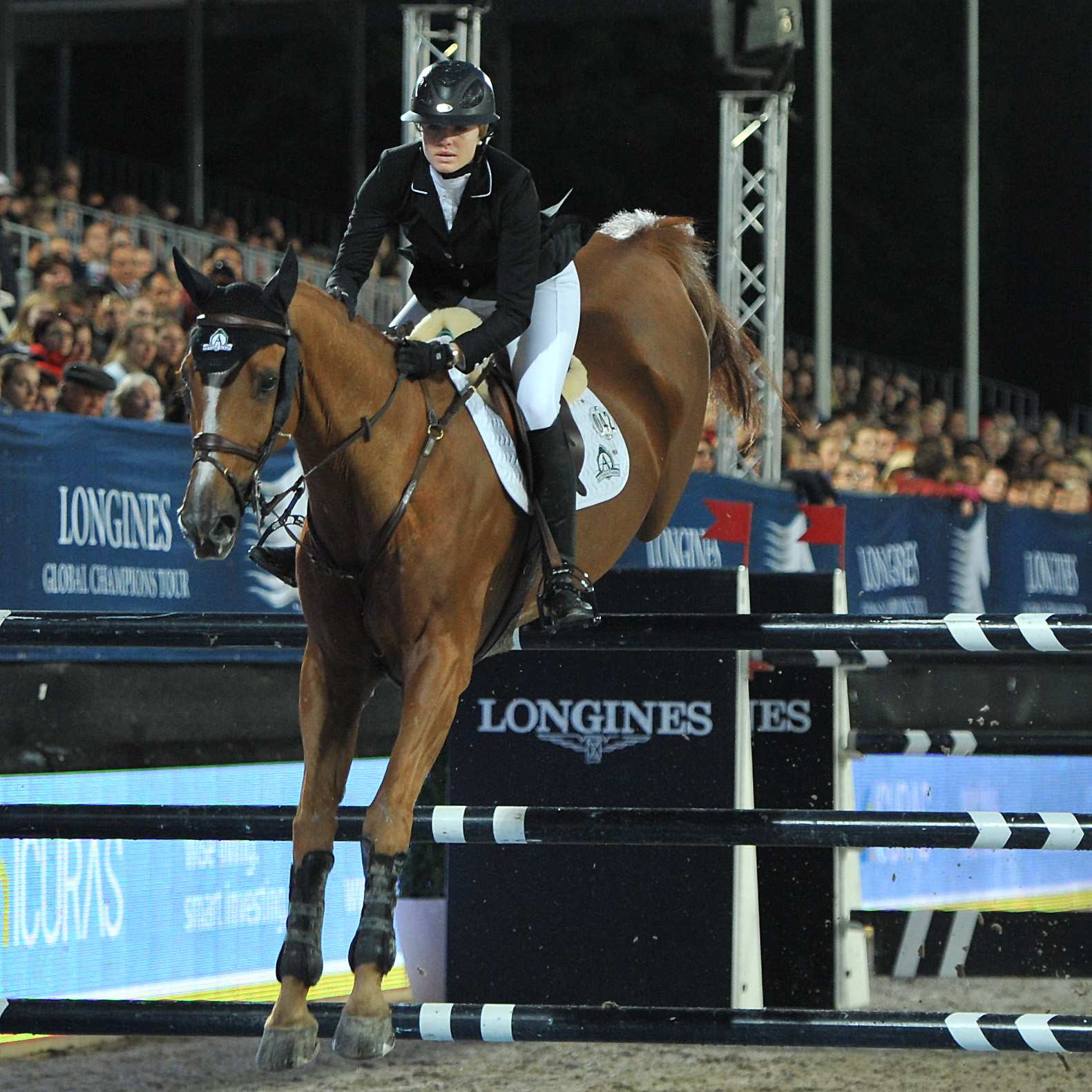
Tiffany Foster mit Southwind VDL bei den Vienna Masters 2013

- Victor (* 2002), brauner KWPN-Wallach, Vater: Elmshorn, Muttervater: Grandeur, Besitzer: Torrey Pines Stable & Artisan Farms
- Southwind VDL (* 1999), Fuchswallach, Vater: Baloubet de Rouet, Muttervater: Ahorn, Besitzer: Tiffany Foster & Artisan Farms LLC
- Whitney (* 2003), Vater: Oklund, Muttervater: Iroko, Besitzer: Artisan Farms LLC & Torrey Pines Stable